# ميهالي فيكيت (ممثل)
ميهالي فيكيت (بالمجرية: Fekete Mihály) هو كاتب وكاتب سيناريو ومخرج وممثل مجري، ولد في 31 ديسمبر 1884 في جرنغراتة في المجر، وتوفي في 16 أبريل 1960 في كلوج نابوكا في رومانيا.

## وصلات خارجية
- ميهالي فيكيت على موقع IMDb (الإنجليزية)
- ميهالي فيكيت على موقع قاعدة بيانات الفيلم (الإنجليزية)
- ميهالي فيكيت على موقع كينوبويسك (الروسية)